# Unterwattenbach

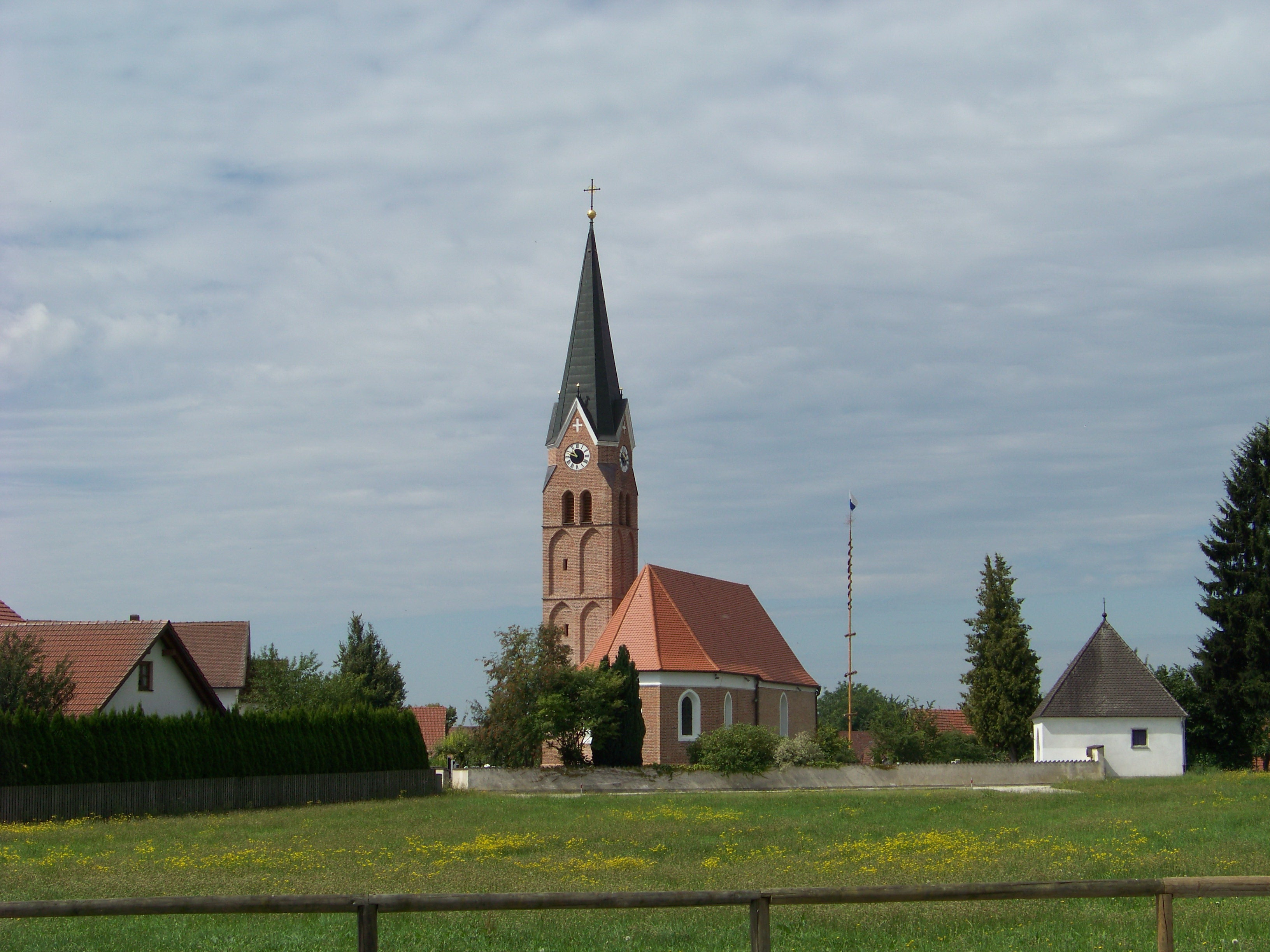
Katholische Kirche St. Ägidius (2011)

Unterwattenbach ist ein Ortsteil des Marktes Essenbach im niederbayerischen Landkreis Landshut.

## Geographie
Das Kirchdorf liegt nordöstlich des Kernortes Essenbach an der Staatsstraße 2141 und am Wattenbach. Westlich verlaufen die B 15n und die B 15, südlich die A 92.

## Sehenswürdigkeiten
In der Liste der Baudenkmäler in Essenbach ist für Unterwattenbach ein Baudenkmal aufgeführt:
- Die katholische Kirche St. Ägidius, ein spätgotischer Backsteinbau aus der Zeit um 1500, ist eine Saalkirche, deren Langhausmauern zum Teil noch romanisch sind. Am Chor und am Dachfries erfolgt eine Gliederung durch Dreieckslisenen. Der südliche Chorflankenturm mit Geschossgliederung, Blendbögen und Spitzhelm.